# (617) Pàtrocle
(617) Pàtrocle és un planeta menor binari format per dos objectes de mida semblant que orbiten el seu centre de gravetat. És un asteroide troià, compartint l'òrbita amb Júpiter. Va ser descobert en el 1906 per August Kopff, i va ser el segon troià en ser descobert. La seva naturalesa binària va ser descoberta en el 2001; el nom Pàtrocle ara es refereix al més gran dels dos components, mentre que el company menor va rebre el nom de Menoetius (designació oficial (617) Patroclus I Menoetius). Les proves recents suggereixen que els objectes són de gel com els cometes, en comptes de roca com la majoria d'asteroides.

## Òrbita
Pàtrocle orbita en el punt de Lagrange L₅ en la cua de Júpiter, en una òrbita anomenada el 'grup troià' sobre un dels bàndols de la llegendària Guerra de Troia (l'altre grup, al punt L₄, és anomenat 'grup grec'). Pàtrocle és l'únic objecte en el camp troià en rebre el nom d'un personatge grec; els convenis de denominació dels asteroides troians no es van adoptar fins després que Pàtrocle fos nomenat (de manera semblant, l'asteroide Hèctor és l'únic personatge troià en aparèixer en el camp grec).

## Sistema binari
En el 2001, es va descobrir que Pàtrocle és un objecte binari, format en dos components de mida semblant. En el febrer del 2006, un equip d'astrònoms dirigits per Franck Marchis van mesurar acuradament l'òrbita del sistema utilitzant el sistema d'òptica adaptativa estrelles guiades amb làser del Keck. Van estimar que els dos components orbiten el seu centre de masses en 4,283±0,004 d a una distància de 680±20 km, descrivint una òrbita gairebé circular. Combinant les seves observacions amb mesuraments tèrmics presos el novembre de 2000, l'equip va estimar la mida dels cossos del sistema. El component lleugerament més gran, que mesura 122 km en diàmetre, manté el nom de Pàtrocle. L'objecte més petit, amb 112 km, s'anomena per endavant Menoetius, pel pare del llegendari Pàtrocle. La seva designació provisional va ser S/2001 (617) 1.

## Composició
A causa que la densitat dels cossos (0.8 g/cm³) és menor que l'aigua i que un terç de la roca, l'equip d'investigadors liderats per F. Marchis suggereixen que el sistema de Pàtrocle, que es pensava que eren un parell d'asteroides rocosos, és més similar a un cometa en composició. Se sospita que molts asteroides troians són en realitat petits planetesimals capturats en el punt de Lagrange del sistema Júpiter–Sol durant la migració exterior del planeta gegant, fa 3,9 bilions d'anys. Aquest escenari va ser proposat per A. Morbidelli i els seus companys en una sèrie d'articles publicats en el maig de 2005 en la revista Nature.
| Troià           | Diàmetre (km) |
| --------------- | ------------- |
| (624) Hèctor    | 225           |
| (911) Agamèmnon | 167           |
| (1437) Diomedes | 164           |
| (1172) Äneas    | 143           |
| (617) Pàtrocle  | 141           |
| (588) Aquil·les | 135           |
| (1173) Anchises | 126           |
| (1143) Odysseus | 126           |